# Iráni tomán
Az iráni tomán (perzsául: تومان, kiejtve tomɑn; mongol tomen "10 000 egység",) Irán hivatalos pénzneme volt 1925-ig. 2019-ben bejelentették, hogy újra bevezetik a közeljövőben, felváltva az iráni riált.

## Története
2019 júliusában bejelentették, hogy a magas infláció miatt új pénznemet vezetnek be, az iráni tománt, ami 1925-ig volt az ország fizetőeszköze. 1 toman 10 000 riált fog érni.

## Bankjegyek
Az iráni riálról való átváltás első jeleként átmeneti bankjegyeket bocsátottak ki 2019-ben.
| Névérték              | Méret       | Szín   | Leírás           | Leírás                         |
| Névérték              | Méret       | Szín   | Előoldal         | Hátoldal                       |
| --------------------- | ----------- | ------ | ---------------- | ------------------------------ |
| 10.000 riál/1 tomán   | 156 x 71 mm | szürke | Ruholláh Homeini | Avicenna Mauzóleuma Hamadánban |
| 20.000 riál/2 tomán   | 156 x 71 mm | kék    | Ruholláh Homeini | Maqbaratoshoara Tabrizban      |
| 50.000 riál/5 tomán   | 156 x 71 mm | ibolya | Ruholláh Homeini | Háfez sírja Sirázban           |
| 100.000 riál/10 tomán | 156 x 71 mm | zöld   | Ruholláh Homeini | Szaadi sírja Sirázban          |